# Haplogrupo L (ADN-Y)

En genética humana, el haplogrupo L (M11, M20) es un haplogrupo del ADN del cromosoma Y humano, derivado del haplogrupo LT y se encuentra principalmente en el Sur de Asia. Este haplogrupo se caracteriza por presentar los marcadores M11, M20/PF5570, PF5690, M61, L656 y muchos otros.

## Origen
Se originó probablemente en el Cercano Oriente. L está asociado a antiguos pobladores del Subcontinente indio y tiene una antigüedad aproximada entre 30 y 43 mil años.
Analizando la mayor diversidad, tres subramas de L: L1-M76, L1-M317 y L1-M357, descubiertas por Sengupta et al. (2006), están presentes en Irán y Pakistán, pero solo M76 es común en la India, mientras que L2 está disperso en Europa.

## Distribución
Es característico de la región del Sur de Asia. Hay pequeñas frecuencias en poblaciones del Asia Central, Cercano Oriente y Europa.
La mayor frecuencia está en los baluchis de Afganistán con 69%. También importante en los hindúes del sur, siendo allí cercana al 50%(e.g. Wells et al. 2001), por lo que se relaciona con los drávidas o hablantes de lenguas dravídicas. Importante frecuencia y diversidad se encuentra en Pakistán: en Baluchistán (costa oeste) con un 28% y en los kalash (noroeste) con 23%. En el resto del subcontinente, rara vez alcanza el 25%.
En otros lugares encontramos 5% en druzos, 4% en Irán (Regueiro et al. 2006), 3% en Turquía (Cinnioğlu et al. 2004), 1,6% en armenios y menores frecuencias en el Mediterráneo.

## L*
El paragrupo L* se encontró en Irán escasamente como L*(M61* xM76 xM317 xM357)

## Haplogrupo L1
L1 (M22, L1304, M295, Page121) es común en India y Pakistán. Aisladamente en el Cercano oriente, Asia Central, Cáucaso y Europa.

### L1a
El haplogrupo L1a (M2481) está ampliamente disperso en el Sur de Asia y Cercano Oriente.
- L1a1 (M27, M76) Antes L1. Característico de los drávidas, castas de la India y Ceilán, importante en Maharashtra y presencia moderada en indo-iraníes. También en Afganistán, Pakistán, Sur de Irán, Baluchistán y poco en Europa. En el Cercano Oriente está bien disperso.
  - L-Y31961: Poco en Israel, Líbano, Azerbaiyán, China.[7]
  - L-Z20387: Bien disperso en el subcontinente indio y península arábiga.[7]

- L1a2 (M357, M2533) Antes L3. Frecuente entre los burushos, pashtunes, chechenos y kalashas, con moderada distribución en Afganistán, Pakistán y en particular en el valle del Indo. También al norte de Irán, en India, Cáucaso y Arabia.
  - L1a2* encontrado en kurdos de Siria.[7]
  - L-PK3 común en los kalashas
  - L1a2a (M2398): Presente en Asia del Sur, Cercano Oriente y Tayikistán.[7]
    - L-Z5920 común en los tamiles de Sri Lanka.[7]

  - L1a2b (FGC32285/Y6288): En la península arábiga, el Cáucaso ruso y poco en India.[7]
    - L-Y6266: Específico de Chechenia, Ingusetia y en nogayos.[7]

### L1b
L1b (M317/FGC36877) Antes L2. Baja frecuencia en Asia Central, Cercano Oriente, Europa y menor aún en Asia Oriental.
- L1b1 (M349): Poco en Europa y Cercano Oriente.
- L1b2 (SK1412)
  - L-PH8 (Y16366): Especialmente en Turquía y en el Cáucaso.[2]
  - L-SK1414 (FGC51074): Poco en el Cercano Oriente, encontrado en Austria.[2]

## Haplogrupo L2
L2 (L595) es casi exclusivo de Europa. En Irlanda y Europa Oriental, especialmente en Estonia. También en Grecia, Italia, sur de Alemania, Rusia, Cáucaso, Suecia, Cerdeña (Italia) y Turquía.
| Haplogrupos del cromosoma Y humano |                  |   |   |    |    |    |    |    |   |   |     |     |     |     |    |    |    |    |     |     |     |    |    |   |
|                                    | Adán cromosómico |   |   |    |    |    |    |    |   |   |     |     |     |     |    |    |    |    |     |     |     |    |    |   |
|                                    | A                |   |   |    |    |    |    |    |   |   |     |     |     |     |    |    |    |    |     |     |     |    |    |   |
|                                    |                  |   |   | BT |    |    |    |    |   |   |     |     |     |     |    |    |    |    |     |     |     |    |    |   |
|                                    |                  | B | B | B  | CT | CT |    |    |   |   |     |     |     |     |    |    |    |    |     |     |     |    |    |   |
|                                    |                  |   |   | DE | DE | CF | CF | CF |   |   |     |     |     |     |    |    |    |    |     |     |     |    |    |   |
|                                    |                  |   | D | E  |    | C  | C  | F  | F | F |     |     |     |     |    |    |    |    |     |     |     |    |    |   |
|                                    |                  |   |   |    | C1 | C2 |    | G  | H | H | IJK | IJK | IJK | IJK |    |    |    |    |     |     |     |    |    |   |
|                                    |                  |   |   |    |    |    |    |    |   |   | IJ  | K   | K   | K   | K  | K  | K  |    |     |     |     |    |    |   |
|                                    |                  |   |   |    |    |    |    |    |   | I | J   |     |     | LT  | K2 | K2 | K2 | K2 | K2  | K2  |     |    |    |   |
|                                    |                  |   |   |    |    |    |    |    |   |   |     |     | L   | T   |    | MS | MS | MS | MS  | P   | P   | P  | NO |   |
|                                    |                  |   |   |    |    |    |    |    |   |   |     |     |     |     |    | M  | S  |    | Q   | R   | R   |    | N  | O |
|                                    |                  |   |   |    |    |    |    |    |   |   |     |     |     |     |    |    |    |    |     | R1  | R1  | R2 |    |   |
|                                    |                  |   |   |    |    |    |    |    |   |   |     |     |     |     |    |    |    |    | R1a | R1a | R1b |    |    |   |
|                                    |                  |   |   |    |    |    |    |    |   |   |     |     |     |     |    |    |    |    |     |     |     |    |    |   |